# Georges Lemaîtreprijs
De Georges Lemaîtreprijs ter waarde van 25.000 euro wordt sinds 1995 om de twee jaar toegekend aan een wetenschapper die zich bijzonder verdienstelijk maakte in het uitbreiden en populariseren van kennis op het gebied van de kosmologie, astronomie, astrofysica, geofysica of het ruimteonderzoek. De laureaat wordt gekozen door een internationale jury onder voorzitterschap van de rector van de Université catholique de Louvain (U.C.L.).
In 1995 werd ter gelegenheid van de 100e verjaardag van de geboorte van Georges Lemaître door de Vrienden van de U.C.L. de “Fondation Georges Lemaître” opgericht. Zij stelt zich tot doel de herinnering aan Georges Lemaître en aan zijn  wetenschappelijke bijdragen levendig te houden, vooral wegens zijn kosmologisch werk als grondlegger van de oerknaltheorie. Daartoe werden 250.000 euro verzameld en de “Georges Lemaître prijs” in het leven geroepen.

## Laureaten
- 1995 – Philip Peebles, Amerikaan, voor zijn bijdrage aan de kosmologie en aan de ontwikkeling van de theorie van het oeratoom.
- 1997 – Jean-Claude Duplessy, Frans klimatoloog, voor zijn bijdragen aan de geochemie en de mariene paleoklimatologie, meer in het bijzonder voor het reconstrueren van de temperaturen en vervuilingen van de oceanen, wat leidde tot meer inzicht in hun dynamiek en het klimaat gedurende de meest recente ijstijdencycli.
- 1999 – Jean-Pierre Luminet, Frans astrofysicus, voor zijn bijdragen aan de relativistische astrofysica en aan de kosmologie, en aan het verspreiden van de kennis van het werk van Georges Lemaître. Deelde zijn prijs met :
- 1999 – Dominique Lambert, Belgisch wetenschapsfilosoof, voor zijn analyse van de manuscripten van Georges Lemaître en van de wetenschappelijke omslag van Lemaître bij de studie van de evolutie en oorsprong van het heelal, alsook van diens relatie met het geloof.
- 2001 – Kurt Lambeck, Australië, voor zijn bijdragen aan een beter begrip van de aardrotatie en de interne samenstelling van de Aarde.
- 2003 – Alain Hubert van de International Polar Foundation, voor het promoten van het wetenschappelijk onderzoek, en het vulgariseren van het belang van globale klimaatveranderingen vooral gericht naar jongeren.
- 2005 – Edouard Bard, voor zijn bijdragen aan het reconstrueren van het historische klimaat en aan het beter begrijpen van snelle klimaatwijzigingen.
- 2007 - Susan Solomon van de National Oceanic and Atmospheric Administration en de universiteit in Boulder (Colorado) voor de baanbrekende rol die ze speelde in het begrijpen van het ozongat, en de toewijding waarmee ze de wetenschap ten dienste stelt van de mensheid.
- 2009 - Jean Kovalevsky, astronoom-emeritus van de Observatoire de la Côte d'Azur, voor zijn bijdragen aan de hemelmechanica en voor zijn samenwerking met Belgische onderzoekers.
- 2010 - André Berger. De prijs werd uitzonderlijk ook voor het jaar 2010 uitgereikt. Professor-emeritus Berger van de Université catholique de Louvain (UCL) kreeg de prijs voor zijn bijdragen aan de astronomische theorie van het paleoklimaat en voor zijn pioniersrol in het onderzoek naar de impact van menselijke activiteiten op het klimaat. Hiermee wordt ook zijn carrière aan de UCL bekroond, meer bepaald zijn bijdrage aan de ontwikkeling van het Instituut voor Sterrenkunde en Geofysica Georges Lemaître.
- 2012 - Michael Heller, voor zijn belangrijke bijdragen aan de fysische kosmologie. Hij heeft de studie over de verbanden tussen wetenschap en theologie op grondige wijze hernieuwd en was een van de eersten om belangrijke onuitgegeven manuscripten van Georges Lemaître te hebben ontdekt, geklasseerd, bestudeerd en gepubliceerd. Op deze manier heeft hij bijgedragen aan het bekend maken van de persoon en het wetenschappelijk werk van Lemaître in Europe en de Angelsaksische wereld.
- 2014-2015 - Anny Cazenave, Franse wetenschapper, voor haar belangrijke bijdragen aan de geofysica, geodesie en oceanografie en haar voortrekkersrol in het gebruik van ruimtetechnologie, vooral voor de studie van de veranderende zeespiegel en de klimaatverandering en de watercyclus tussen oceanen en continenten.

- Jean-Philippe Uzan, Frans kosmoloog, voor zijn belangrijke en originele bijdragen aan de kosmologie, met name de kosmische achtergrondstraling, de kosmologische variatie van de fundamentele constanten, de versnelde uitdijing van het heelal en de inflatiemodellen en andere alternatieven voor de Algemene Relativiteitstheorie. Alsook voor zijn talrijke populair-wetenschappelijke activiteiten en publicaties.
- 2016 - Kip Thorne, natuurkundige.[2]
- 2018 - George Ellis, theoretisch fysicus en kosmoloog